# Château de Staggia Senese
Le château de Staggia Senese (en italien : Castello di Staggia Senese ou encore Castello dei Franzesi) est une ancienne forteresse médiévale qui se trouve dans une frazione de la commune de Poggibonsi, Staggia Senese, en province de Sienne.

## Source de la traduction
- (it) Cet article est partiellement ou en totalité issu de l’article de Wikipédia en italien intitulé « Castello di Staggia Senese » (voir la liste des auteurs).